# Sauroctonus
Sauroctonus was een geslacht van Therapsida, of zoogdierachtige reptielen. Het was een drie meter lange carnivoor die in dezelfde tijd leefde als de Pareiasauriërs Scutosaurus en Elginia en er waarschijnlijk ook op joeg. Hij leefde in het late Perm in Zuid-Afrika en Rusland. Het was waarschijnlijk een van de laatste Gorgonopsiden. Sterke kaakspieren en enorme hoektanden maakten het mogelijk door de dikke huiden van Pareiasauriërs heen te dringen. Het was een van de laatste Gorgonopsiden. Net als alle andere Gorgonopsiden wist hij de grote uitsterving van het Perm naar het Trias niet te overleven.

## Ecologie

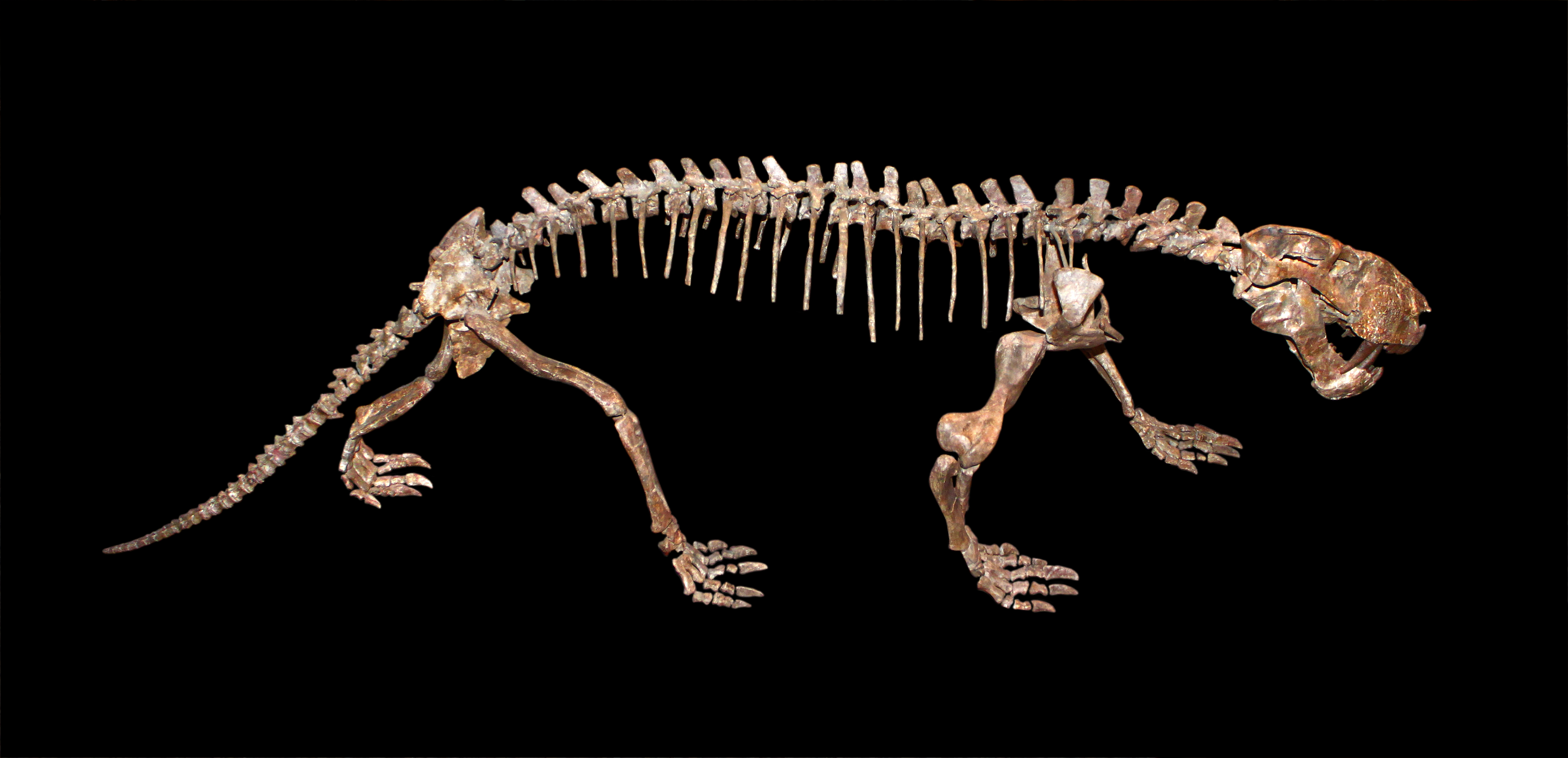
Sauroctonus parringtoni

Sauroctonus was in zijn omgeving een van de grotere roofdieren. De enige hevige concurrentie kwam van andere grote Gorgonopsiden als Inostrancevia en Dinogorgon. Dit kwam doordat aan het eind van het midden Perm bijna alle vleesetende Dinocephaliërs die qua formaat groot genoeg waren om met dit monster te concurreren uitstierven. Kleinere Gorgonopsiden als Lycaenops waren niet groot genoeg om Sauroctonus aan te vallen, al jaagden ze mogelijk in groepen, terwijl de grotere Gorgonopsiden meestal solitair leefden. Verder zijn er als andere roofdieren die naast Sauroctonus leefden vroege cynodonten als Procynosuchus, therocephaliërs als Moschorhinus, proterosuchiden als Archosaurus en Temnospondyle amfibieën als Rhinesuchus aangetroffen. Geen van deze roofdieren was sterk genoeg om Sauroctonus van zijn prooi te beroven of weg te jagen.

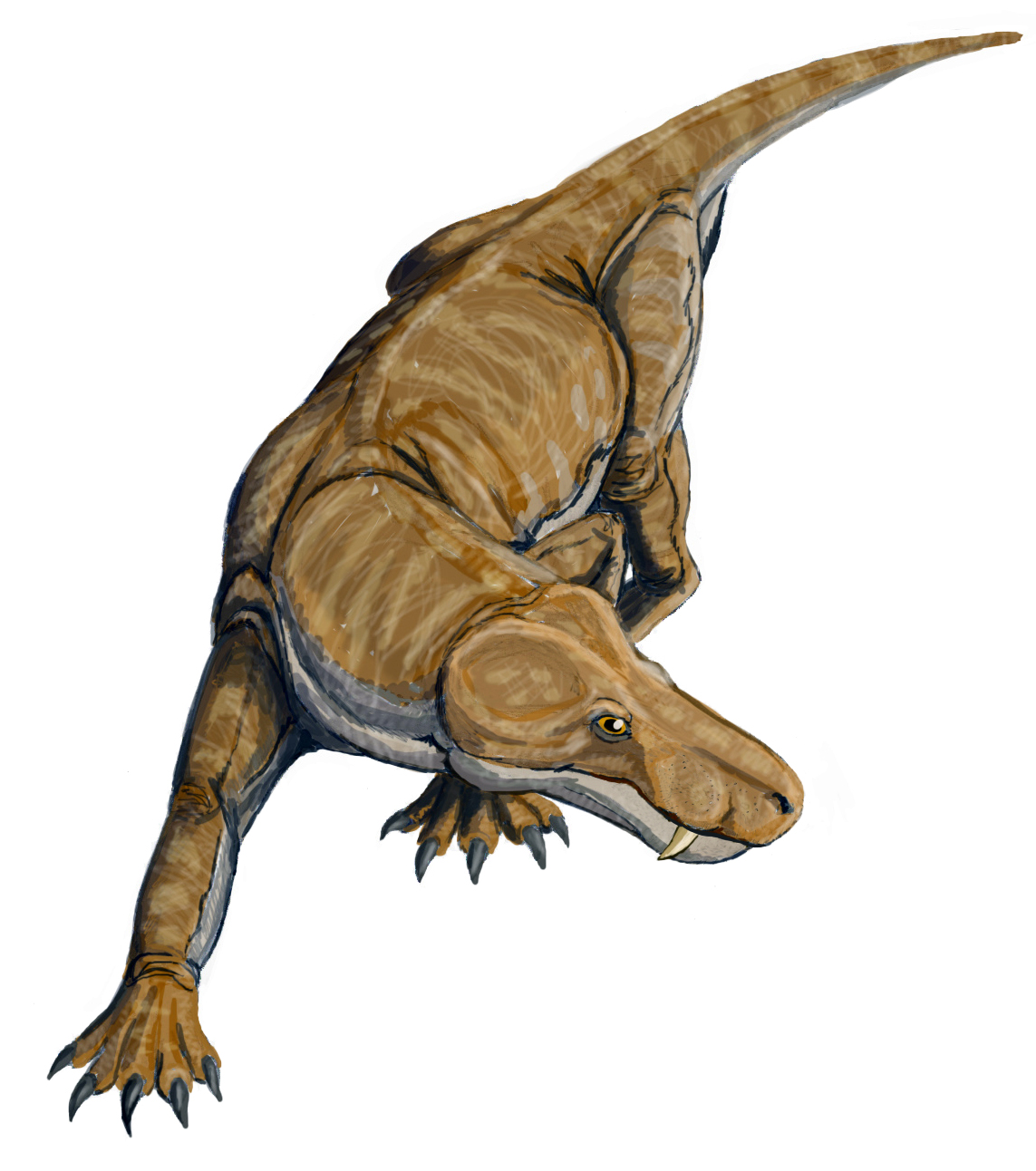